# Nadieżda Zięba
Nadieżda Zięba (nacida como Nadieżda Kostiuczyk, Brest, URSS, 21 de mayo de 1984) es una deportista polaca que compitió en bádminton, en la modalidad de dobles mixto.
Ganó cuatro medallas en el Campeonato Europeo de Bádminton entre los años 2006 y 2012.
Participó en tres Juegos Olímpicos de Verano, ocupando el quinto lugar en Pekín 2008, el quinto en Londres 2012 y el quinto en Río de Janeiro 2016, en la prueba de dobles mixto.

## Palmarés internacional
| Campeonato Europeo | Campeonato Europeo       | Campeonato Europeo | Campeonato Europeo |
| Año                | Lugar                    | Medalla            | Prueba             |
| ------------------ | ------------------------ | ------------------ | ------------------ |
| 2006               | Den Bosch (Países Bajos) | Medalla de bronce  | Dobles mixto       |
| 2008               | Herning (Dinamarca)      | Medalla de plata   | Dobles mixto       |
| 2010               | Mánchester (Reino Unido) | Medalla de plata   | Dobles mixto       |
| 2012               | Karlskrona (Suecia)      | Medalla de oro     | Dobles mixto       |